# ۴۵۸ (خورشیدی)
۴۵۸ چهارصد و پنجاه و هشتمین سال هجری خورشیدی است.

## مناسبت‌ها
- ۱ فروردین: سرآغاز سالشمار گاه‌شماری جلالی (۱ فروردین سال ۱ جلالی)، برابر ۹ رمضان سال ۴۷۱ هجری قمری قراردادی (۱۰ رمضان سال ۴۷۱ هجری قمری هلالی) و مطابق با ۱۵ مارس ۱۰۷۹ میلادی جولیانی (۲۱ مارس ۱۰۷۹ میلادی گرگوری)